# Melanostoma transversum
Melanostoma transversum är en tvåvingeart som beskrevs av Tokuichi Shiraki och Edashige 1953. Melanostoma transversum ingår i släktet gräsblomflugor, och familjen blomflugor. Inga underarter finns listade i Catalogue of Life.